# То (филм из 2017)
To (енгл. It) је амерички хорор филм из 2017. године, заснован према истоименом роману Стивена Кинга. Филм је режирао Енди Мускијети, а сценарио су написали Чез Палмер, Кери Фукунага и Гери Доберман. Радња филма прати седморо деце, које терорише чудовишно биће користећи страхове својих жртава. Роман је претходно адаптиран у дводелну мини-серију 1990. године.
У главним улогама су Бил Скарсгорд, Џејден Лајберхер, Фин Вулфхард, Џереми Реј Тејлор, Софија Лилис, Вијат Олеф, Чузен Џејкобс и Џек Дилан Грејзер. Снимање филма почело је у Торонту 27. јуна 2016, а завршено је 21. септембра исте године. Остале локације на којима је снимано у Онтарију су Порт Хоуп и Ошава.
Филм је премијерно приказан 5. септембра 2017. године, а у ширу дистрибуцију у Сједињеним Државама пуштен је 8. септембра исте године. Након изласка, филм је поставио серију рекорда и зарадио више од 704 милиона долара на светским благајнама. Без усклађивања због инфлације, То је постао трећи најуспешнији филм са оценом R (иза филмова Дедпул и Матрикс 2), као и најпрофитабилнији хорор филм свих времена, са нето добити од 293 милиона долара. Филм је добио позитивне критике, уз похвале упућене глуми, режији, фотографији и музици, а велик број критичара га је назвао и једном од најбољих адаптација дела Стивена Кинга.
Наставак филма, То: Друго поглавље, премијерно је приказан 26. августа 2019. године.

## Радња
У октобру 1988. године, Бил Денбро даје свом седмогодишњем брату, Џорџију, папирнати бродић. По великој киши, Џорџи пушта брод низ водом натопљен пут у маленом градићу Дерију, само да би био разочаран када он упадне у канализацију. Док покушава да га извади, Џорџи у канализацији угледа кловна, који се представи као Пенивајз, кловн који игра. Kловн намами Џорџија да му се приближи, након чега му одгризе руку и одвлачи осакаћеног дечака у канализацију. Следећег лета, Бил Денбро и његови пријатељи — Ричи Тозијер, Еди Kаспбрак и Стен Јурис — беже од старијег насилника Хенрија Бауерса и његове банде. Бил, кога још увек прогони Џорџијев нестанак и немар његових родитеља који је уследио, открива како би братово тело могло бити у мочварном пределу мало изван града. Бил окупља своје пријатеље и успева да их наговори да истраже то подручје, верујући како би Џорџи још увек могао бити жив. Бен Ханском у међувремену открива како су се у Дерију вековима догађале необјашњене трагедије и нестанци деце. Бауерсова група га убрзо одабере као нову мету, након чега он бежи у мочвару и састаје се са Биловом групом. Група пронађе патику једне од несталих девојака, док један члан Бауерсове банде, Патрик Хокстетер, постаје Пенивајзова жртва док претражује канализацију у потрази за Беном.
Групи се убрзо придружује и Беверли Марш, девојчица изолована због трачева о наводном промискуитету; Бен и Бил развијају осећаја према њој. Нешто касније, група се спријатељи и са Мајком Хенлоном, након што га заједнички одбране од Бауерса. Док се ови догађаји одвијају, сваки од чланова групе сусреће неки застрашујући феномен у различитим облицима; ти облици укључују злобног кловна који је напао Џорџија, безглавог дечака, фонтану од крви, болесног мушкарца који се распада, језиву слику која оживи, Мајкове родитеље који живи горе и визију Џорџија.
Сада се називајући Клуб губитника, они схватају како их све терорише исто створење: То. Закључују како То узима форму онога чега се они највише плаше, како се буди сваких 27 година и храни се децом из Дерија пре него што поново одлази у хибернацију и како се креће канализацијама, чије се цеви састају испод напуштене куће у Улици Неиболт 29. Након једног Пенивајзовог напада, Губитници одлучују да оду до напуштене куће и суоче се демонским кловном, само да би их овај раздвојио и терорисао. Еди том приликом сломи руку, док се Пенивајз хвали пред Билом како је појео Џорџија. Када се поново скупе, Беверли пробије кловну главу, након чега се он повлачи. Након овог сусрета, група се постепено распада; Бил и Беверли остају једини који желе да наставе борбу.
Неколико недеља касније, након што Беверли након сукоба успе да онеспособи свог оца, који ју је сексуално злостављао, долази Пенивајз и отима је. Kлуб губитника се поново окупља и одлази до напуштене куће како би је спасили. Тамо их напада Бауерс, који је у налету лудила подстакнутог од Пенивајза био убио свог оца, насилног полицајца. Мајк му се супротставља и гурне га у бунар, верујући како је овај умро при паду. Губитници одлазе у канализацију и пролазе Пенивајзово подземно скровиште, у чијем се средишту налази брдо састављено од старих циркуских предмета и предмета од отете деце, око кога лебде тела те исте деце. Губитници брзо проналазе Беверли, која је у кататоничном стању након што је видела Пенивајзов прави облик; девојчица се буди након што је Бен пољуби. Бил се сусретне с Џорџијем, али убрзо схвата да је то маскирани Пенивајз. Пенивајз их тада напада и узима Била, нудећи осталима да ће их пустити ако му допусте да га задржи. Губитници то одбијају и потврђују своје пријатељство, савладавајући своје страхове. Након кратке борбе, они поразе Пенивајза, који се повлачи; Бил верује како ће демон умрети од глади током хибернације. Бил коначно прихвата братовљеву смрт, након чега га пријатељи утеше.
При крају лета, Беверли осталима говори како је, док је била у кататоничном стању, имала визију у којој су се они, као одрасли људи, борили против Пенивајза. Губитници тада расеку дланове и ухвате се у круг, дајући крвну заклетву да ће се као одрасли вратити у Дери и уништити кловна, ако се он икада врати. Стенли, Еди, Ричи, Мајк и Бен се поздрављају и одлазе. Беверли говори Билу како одлази да живи код тетке у Портланд. Док одлази, Бил јој притрчи и пољуби је. Након одјавне шпице, чује се Пенивајзов злобни смех.

## Улоге
| Глумац             | Улога                  |
| ------------------ | ---------------------- |
| Бил Скарсгорд      | То / Пенивајз          |
| Џејден Лајберхер   | Вилијам „Бил” Денбро   |
| Фин Вулфхард       | Ричард „Ричи” Тозијер  |
| Џереми Реј Тејлор  | Бенџамин „Бен” Ханском |
| Софија Лилис       | Беверли Марш           |
| Вијат Олеф         | Стенли „Стен” Јурис    |
| Чузен Џејкобс      | Мајкл „Мајк” Хенлон    |
| Џек Дилан Грејзер  | Едвард „Еди” Каспбрак  |
| Николас Хамилтон   | Хенри Бауерс           |
| Џексон Роберт Скот | Џорџ Денбро            |